# Polaveno
Polaveno ist eine norditalienische Gemeinde (comune) mit 2477 Einwohnern (Stand 31. Dezember 2023) in der Provinz Brescia in der Lombardei. Die Gemeinde liegt etwa 16 Kilometer nordwestlich von Brescia zwischen Val Trompia und Iseosee am Gombiera.

## Geschichte
Der Name des Ortes in seiner historischen Schreibweise (u. a. Polaen, Zoadel und Paolander) lässt auf einen griechischen Ursprung vermuten. 1409 wird durch Pandolf II., einem Mitglied der Familie der Malatesta, dem Ort die örtliche Rechtsprechung übertragen.